# Ceriagrion aeruginosum
Ceriagrion aeruginosum – gatunek ważki z rodziny łątkowatych (Coenagrionidae). Występuje w Australii, Indonezji, Papui-Nowej Gwinei i Wyspach Salomona.